# USS Virginia (1825)
Pour les autres navires du même nom, voir USS Virginia.
L'USS Virginia est un navire de ligne de 74 canons de l'United States Navy autorisé par acte du Congrès des États-Unis le 29 avril 1816. Sa quille fut posée au Boston Navy Yard dans le Massachusetts, en mai 1822 avant qu'il ne soit terminé aux environs de mai 1825 avant d'être conservé à quais.
Les importants coûts d'entretien d'un navire de ligne empêchèrent son commissionnement, sauf dans le cas où une situation de crise l'exigerait. Gardé à quais à Boston, il fut démonté au début de l'année 1874.